# Cordioniscus kalimnosi
Cordioniscus kalimnosi is een pissebed uit de familie Styloniscidae. De wetenschappelijke naam van de soort is voor het eerst geldig gepubliceerd in 1997 door Andreev.